# Rétrécissement tricuspide
Le rétrécissement tricuspide est un rétrécissement de la valvule tricuspide, qui est située entre l'oreillette et le ventricule droit.

## Symptômes
- insuffisance cardiaque droite
- œdème des chevilles
- œdème de l'abdomen
- augmentation du volume du foie (hépatomégalie)
- dilatation des veines du cou (turgescence jugulaire)